# 테슬라 사이버트럭

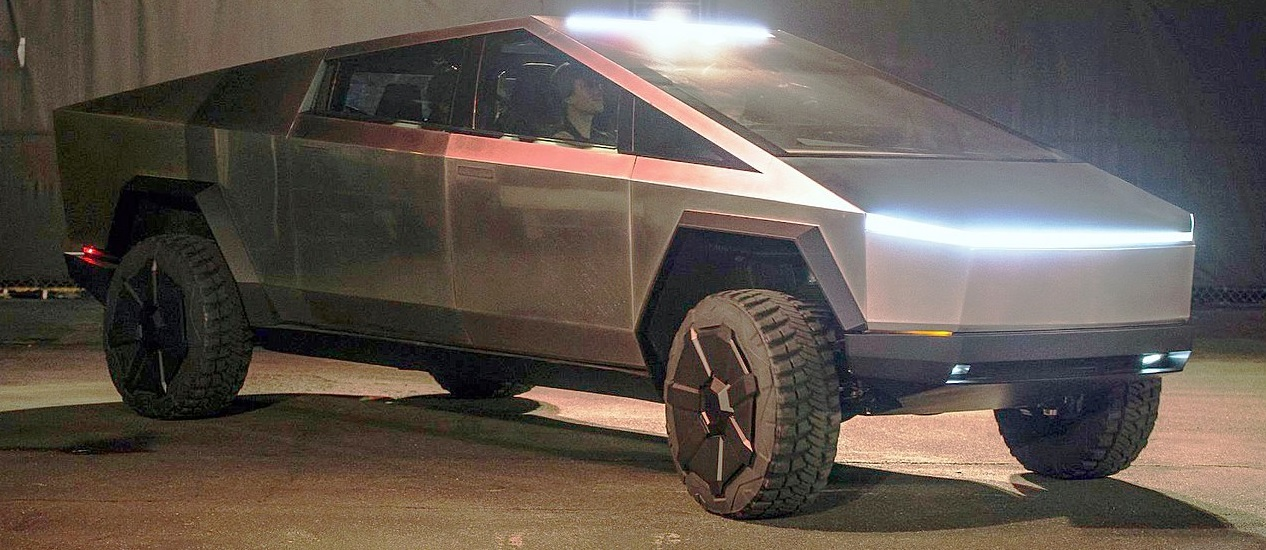
2019년 공개 당시의 사이버트럭

테슬라 사이버트럭(영어: Tesla Cybertruck)은 일론 머스크가 최고경영자 및 창립자로 있는 기업, 테슬라가 출시한 전기자동차 픽업트럭이다.

## 역사
2012년과 2013년 일론 머스크는 포드 F-250과 비교하며 서스펜션을 갖춘 전기 픽업 트럭을 만드는 것에 대해 논의했다. 2014년 초 머스크는 제품에 대한 작업이 시작되기까지 4-5년이 걸릴 것으로 예측했다.
2016년 중반, 머스크는 새로운 종류의 소비자 픽업 트럭에 대한 의도를 설명하고 밴과 픽업 트럭에 동일한 섀시를 사용할 것을 제안했다.  2017년 11월 테슬라 세미와 테슬라 로드스터 (2020)이 공개되는 동안 "픽업 트럭을 운반할 수 있는 픽업 트럭"의 사진이 전시되었다.
일론 머스크는 2018년 말에 2019년에 프로토타입을 선보다고 발표하였다.
3 월 2019에서 다음 테슬라 모델 Y의 발사 엘론 머스크 분산 티저 이미지 갖는 것으로 기재된 차량의 사이버 펑크 또는 블레이드 러너의 스타일을, 폼 미래 닮는 장갑차를 . 모델 B라는 소문이 있다.  Tesla는 "Cybrtrk"에 상표를 출원했으며 미국 특허청 88682748에 따라 부여되었다.
2019년 중반, 차량의 견인 능력은 포드 F-150 의 견인 능력을 능가하거나 능가한다고 발표되었다. 머스크는 2019년 6월 영화 '스파이를 사랑한 스파이' 의 잠수함 자동차인 Me 넬리 (Wet Nellie)를 기반으로 한 수륙 양용 차량 디자인 컨셉이 가능하다고 언급했다. 머스크는 2013년 소더비 경매에서 촬영한 웨트 넬리 (Wet Nellie)를 샀다.
 머스크는 발표 날짜에 대한 질문에 대해 7 월 말에 발표했다. 2019년 말을 나타내는 2 ~ 3 개월 "이다. 발표는 2019년 11월 21일 테슬라 디자인 스튜디오에서 로스 앤젤레스 스페이스 X 본부 옆 영화 블레이드 러너 와 같은 달, 연도 및 장소 옆에 예정되었다. 트럭은 낙서 테마 로고인 "Cybertruck"로 시작되었으며, 동시에 낙서 로고와 함께 새로운 상표 요청이 접수되었다.
머스크는 오프로드 성능 향상을 위해 사이버 트럭의 역동적인 에어 서스펜션 이동을 늘리는 것에 대해서도 이야기했다.

## 풍모
트럭은 가변 하중을 보상하는 셀프 레벨링 서스펜션을 사용하며 일부 모델에는 전륜구동 기능이 있다.  다른 표준 기능으로는 120 및 240V 전기를 공급하기 위한 온보드 전원 인버터가 포함되어 있어 휴대용 발전기 없이 전동 공구를 사용할 수 있다.  공압 공구에 동력을 공급하기 위한 공기 압축기가 포함되어 있다.  외부 스테인레스 스틸 판금은 9mm 구경 총알에 대해 방탄 기능이 있다.  모든 차량에는 Tesla Autopilot 도 함께 제공되며 완전 자율 작동을 위한 하드웨어 기능이 있다. 2019년 11월 기준으로 Tesla는 미화 7,000 달러의 '완전 자율 주행'옵션을 통해 미화 100 달러의 선주문을 수락했다.
사이버 트럭의 EPA 범위는 250–500 마일 (400–800 km) 범위로 추정된다  구성 선택에 따라 .

### 내부
2019년 11월 21일에 공개된 프로토 타입의 내부에는 17 인치 센터 디스플레이가 있으며, 연비와 항력개수 개선을 이유로 백미러가 없으며, 2 개의 벤치 시트를 사용하여 6 개의 좌석이 있다. 자동차 스타일의 스티어링 요크와 대리석과 유사한 표면을 가진 대시 보드.  후면 중간 시트가 접히면 긴화물이 보관소에서 캡으로 뻗어 긴화물을 적재할 수 있다 (닫힌 잠금 식 침대). 공개 프로토 타입 차량의 "대리석"대시 보드는 "종이, 목 재계 섬유, 천연 목재 안료 및 비석 유계 수지"로 제조 된 종이 복합 재료였다.

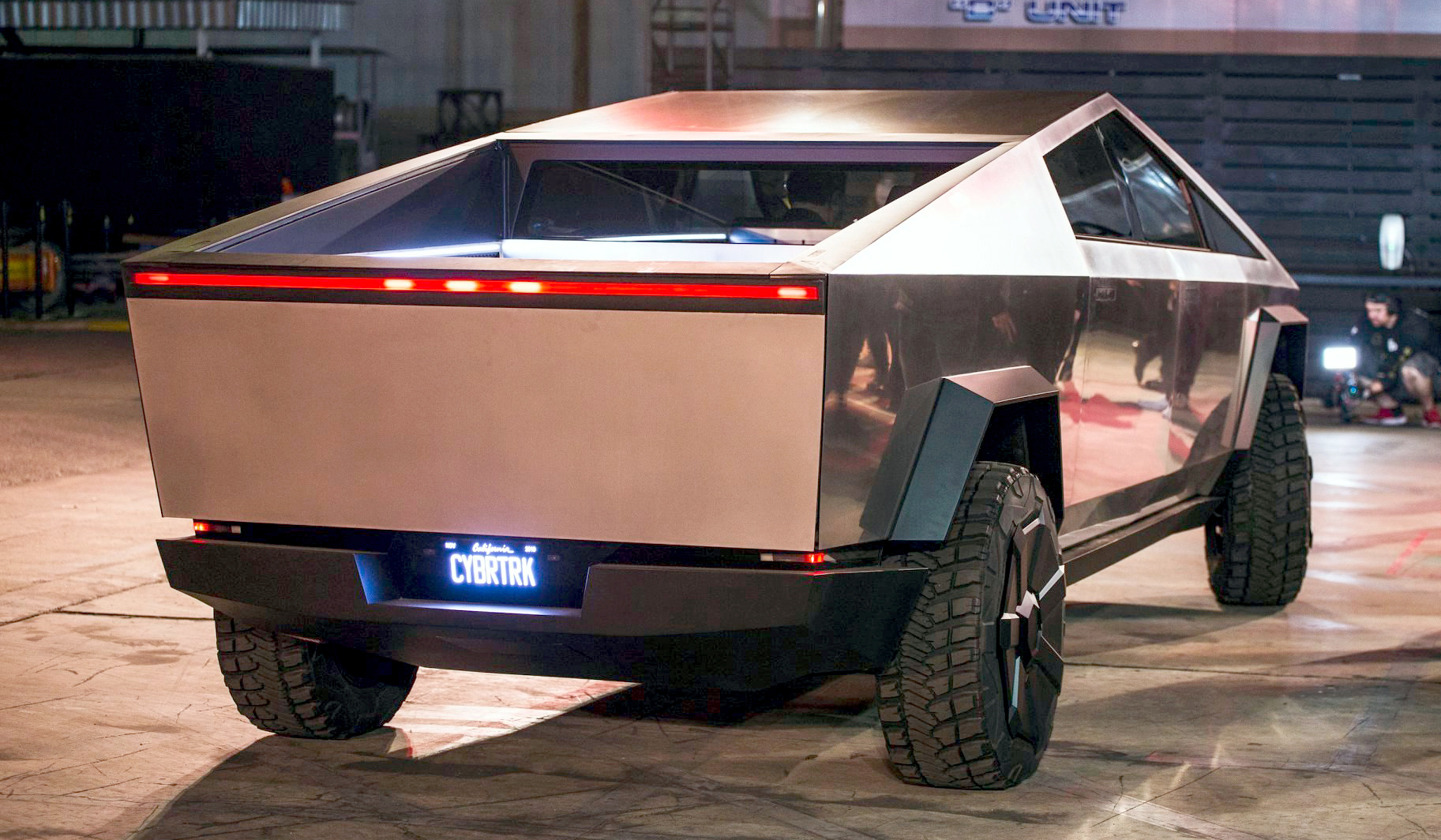
배면도

### 금고 (침대)
트럭의 침대는 6.5 피트 (2.0 m)   길고 뒷문이 있는 기존 픽업 트럭 베드와 유사하다. 차량의 공기 역학을 향상시키기 위해 경 사진 측벽과 일체형 전동 롤러 셔터 스타일 톤 커버가 있다. 추가 보안 기능으로 인해 Tesla는 이 100 세제곱피트 (2.8 m3)     밀폐 공간 "볼트". 각 측면에 LED 라이트 스트립, 뒷바퀴 뒤에 추가 바닥 공간, 110 및 220이 포함되어 있다. 공압 공구용 V AC 배출구 및 압축 공기 배출구. 긴화물 기내로 통과가 있다는 것을 기술한 청구항 동안  에 기재된 프로토 침대의 전방에 있는 대응하는 개구 없다. 엘론 머스크 (Elon Musk)는 트위트에서 캐빈의 기후 조절 장치를 보관소에서 캠핑과 같은 용도로 이용할 수 있다고 지적했다. 프로토 타입에서 시연되었지만 명시 적으로 광고되지 않은 한 가지 특징은화물 적재를 위해 테일 게이트에서지면까지 확장되는 램프다.

## 디자인
Cybertruck의 용도 일체형 구조 (AN '이라 외골격 테슬라를') 대신에 비해 대부분의 승용차 등 신체에 프레임 트럭의 통상적인 구조, 기준으로 하여 차량 프레임 하고자 충돌 바닥 배터리 팩과 함께. 비정상적으로 두꺼운 3 mm (0.12 in) 사용한다. 기존 자동차 부품처럼 스탬핑할 수 없는 30x 시리즈  냉간 압연 스테인레스 스틸 바디 패널.  패널은 직선을 따라서 만 구부릴 수 있으며,  " 낮은 폴리 "또는 종이 접기에 비유된 매우 독특한 패싯 디자인을 만든다.  이 재료는 SpaceX가 Starship에서 사용하는 재료와 동일하다. 응력이 더 고르게 분포되고 내부 공간이 더 넓기 때문이다. Cybertruck 앞부분 설계 개념을 포함하여 한 티탄을 외측 패널 있지만 나중에 추가 힘을 스테인레스 스틸로 전환시켰다  테슬라 자체 개발한 합금을 사용.

### 명세서
파워 트레인은 Model S / X와 유사하다. 유도 후방 모터와 매체 모델 앞에서 모델 3의 영구 자석   다른 버전으로는 단일 모터 후륜 구동 또는 1 개의 전면 및 2 개의 후면 모터가 있는 3 중 모터가 있다.
다른 Tesla 모델과 마찬가지로 Cybertruck은 완전 자체 구동 소프트웨어 업그레이드를 통해 사전 주문할 수 있으며 구성 가격에 7,000 달러가 추가된다.
| 모델            | 범위 (EPA est. )    | 0–60 mph (0–97 km/h) | 최고 속도          | 유효 탑재량         | 견인 능력                 | 가격 ( USD ) |
| --------------- | ------------------- | -------------------- | ------------------ | ------------------- | ------------------------- | ------------ |
| 단일 모터 RWD   | 250 마일 (400 km)   | <6.5 초              | 110 mph (180 km/h) | 3,500 lb (1,600 kg) | 7,500 lb (3,400 kg) 이상  | $ 39,900     |
| 이중 모터 AWD   | ≥ 300 마일 (480 km) | <4.5 초              | 120 mph (190 km/h) | 3,500 lb (1,600 kg) | ≥ 10,000 lb (4,500 kg)    | $ 49,900     |
| 트라이 모터 AWD | ≥ 500 마일 (800 km) | <2.9 초              | 130 mph (210 km/h) | 3,500 lb (1,600 kg) | 14,000 lb (6,400 kg) 이상 | $ 69,900     |

모든 모델의 100 세제곱피트 (2.8 m3) 는 100 세제곱피트 (2.8 m3)의 저장 공간 및 6.5 피트 (2.0 m) 화물 지역. 오프로드 차량 과 마찬가지로 16 인치 (41 cm)  접근 각은 35도, 출발 각은 28도인 지상고의  가 제공된다.

## 공개
사이버 트럭은 2019년 11월 21일 로스 앤젤레스 테슬라 디자인 스튜디오에서 공개되었다. 프레젠테이션 중에 머스크는 차량과 그 재료의 내구성을 보여주었다. 프랜 츠 폰 홀츠 하우젠 (Franz von Holzhausen) 디자인 책임자에 의해 트럭 자체의 창문에 강철 공이 던져지는 데 성공한 '테슬라 갑옷 유리 (Tesla armor glass)'창에서 성공적인 낙하 테스트와 성공적인 프리 쇼 (pre-show) 테스트에도 불구하고, 쇼 도중 Holzhausen이 테스트를 반복했을 때 창문이 손상되었다. 머스크는 농담으로 "공이 통과하지 못했다"고 예상치 못한 결과가 나온 후 "우리는 공을 고칠 것이다"고 외쳤다. 그는 초기 시연에서 문이 망치에 부딪쳐 유리 바닥이 깨져 창문이 손상되었다고 설명했다.
프레젠테이션이 끝나면 테일 게이트에 내장된 경사로를 사용하여 ATV ( All- Train Vehicle) 인 테슬라 사이버 쿼드 (Tesla Cyberquad)를 사이버 트럭 의 침대로 운전했다. Cyberquad는 Cybertruck의 온보드 전원 콘센트에 연결되어 Cyberquad 배터리를 충전한다. ATV는 Cybertruck과 함께 옵션 패키지로 판매된다.

## 반응
사이버 트럭 공개 행사는 전통적인 미디어와 온라인 블로그 / 소셜 미디어에 의해 엄청나게 다루어졌다. 소셜 미디어에서 많은 주석가들은 사이버 트럭의 날카로운 윤곽과 각진 외관을 싫어한다고 말했다.
사이버 트럭 발표 이후 테슬라 주식은 6 % 하락했다.
일론 머스크는 2019년 11월 23일, 테슬라가 공개 후 첫 1.5 일 동안 146,000 개의 선주문을 받았으며 (각각 US$100 환불 가능 보증금이 필요함) 42 %가 이중 모터 구성을 선택하고 41 %가 트라이 모터를 선택했다고 트윗했다 구성, 17 %는 단일 모터 구성을 선택한다. 그 수는 11월 26일 25 만 명에 이르렀다.
또한, Cybertruck의 비디오는에서 오르막 포드 F-150 후륜 구동 당기는 줄다리기가 14,000 의견과 트위터 619000 좋아하는 결과를. 포드 부통령은 재 대결을 준비하고 싶다고 트윗했다. 머스크는 원칙적으로 동의했지만 포드 대변인은 나중에 트위터가 '뺨에 혀 있었다'고 설명했다.
2020년 1월 자동차 잡지 에서는 Cybertruck을 2019년 "올해의 컨셉 카"로 선정했다.

## 생산
2019년 11월 기준, 테슬라 사이버트럭은 2021년 말 생산 개시를, 2022년 더 많은 구성을 제공하도록 확대할 것을 예정했다. 미주리주 조플린시는 이 차량의 생산을 장려하기 위핸 토지와 인센티브를 제공했다.

### 시장 잠재력
미국에서는 풀 사이즈 픽업 트럭의 총 주소 지정 가능 시장 이 연간 2 백만 대가 넘는다.  Cybertruck 공유 차량의 테슬라 네트워크를 활용할 수 있을 것이라고 주장하고있다. 소득 스트림을 생성하는,, 후자는 미국에서 사용할 수 있게 한다면 전세계 .

## 추가 자료
- 엘론 머스크의 2018년 6월 "테슬라 픽업 트럭에서 무엇을보고 싶습니까?" 트위터 스레드 :
  - “It will parallel park automatically & have 360 degree cameras & sonar” (트윗). 2018년 6월 24일. |사용자=가 없거나 비었음 (도움말); |번호=가 없거나 비었음 (도움말) 
  - “Sir, this will not be some a dainty little buttercup of a truck! Driver's seat will be big enough to fit André the giant (love that guy).” (트윗). 2018년 6월 27일. |사용자=가 없거나 비었음 (도움말); |번호=가 없거나 비었음 (도움말) 
  - “400 to 500 mile option definitely. Higher, maybe.” (트윗). 2018년 6월 27일. |사용자=가 없거나 비었음 (도움말); |번호=가 없거나 비었음 (도움말)
- Musk, Elon (2019년 10월 24일). Tesla [ 2019 ] Q3 Earnings Call (단축 고정 버전; 오프셋 : 46:05) – Youtube를 통해.

## 같이 보기
- 테슬라 로드스터 (2020)
- 테슬라 모델 Y
- 테슬라 모델 X
- 테슬라 모델 S
- 테슬라
- 전기자동차
- 픽업 트럭